# Нестор Хіменес
Нестор Хіменес (ісп. Néstor Giménez; нар. 24 липня 1997, Іта) — парагвайський футболіст, захисник клубу «Лібертад» і національної збірної Парагваю. Виступав також за клуби «Такуарі» та «Насьйональ». П'ятиразовий чемпіон Парагваю.

## Клубна кар'єра
Нестор Хіменес народився 1997 року в місті Іта, та є вихованцем футбольної школи клубу «Лібертад». Дорослу футбольну кар'єру розпочав 2016 року в основній команді того ж клубу, в якій спочатку грав до кінця 2018 року, взявши участь у 30 матчах чемпіонату. У 2019—2020 роках Хіменес грав у оренді в клубі «Насьйональ», а в 2021—2022 роках керівництво «Лібертада» віддавало футболіста в оренду до клубу «Такуарі». З 2023 року Хіменес повернувся з оренди, та грає у складі клубу «Лібертад». , де повернув собі місце в основному складі команди, та зіграв за цей час 61 матч у національному чемпіонаті.

## Виступи за збірні
Протягом 2019—2020 років Нестор Хіменес залучався до складу молодіжної збірної Парагваю. На молодіжному рівні зіграв у 2 офіційних матчах.
У 2024 році Хіменес дебютував у складі національної збірної Парагваю. У складі збірної був учасником розіграшу Кубка Америки 2024 року у США. Станом на жовтень 2024 року зіграв у складі збірної 4 матчі, в яких забитими м'ячами не відзначився.

## Титули і досягнення
- Чемпіон Парагваю (5):

«Лібертад»: Апертура 2016, Апертура 2017, Апертура 2023, Клаусура 2023, Апертура 2024
- Володар Кубка Парагваю (2):

«Лібертад»: 2023, 2024
- Володар Суперкубка Парагваю (1):

«Лібертад»: 2024